# The Cheat

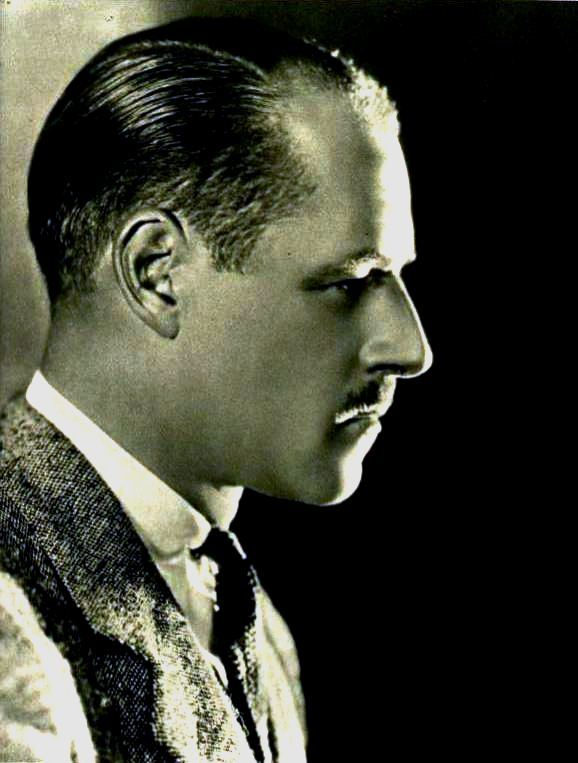
Jack Holt em foto de 1922

The Cheat é um filme de drama mudo norte-americano, dirigido por George Fitzmaurice. Lançado em 1923, foi protagonizado por Pola Negri e Jack Holt. Trata-se de uma refilmagem do filme homônimo dirigido por Cecil B. DeMille. É considerado um filme perdido.

## Elenco
- Pola Negri - Carmelita De Cordoba
- Jack Holt - Dudley Drake
- Charles de Rochefort - Claude Mace
- Dorothy Cumming - Lucy Hodge
- Robert Schable - Jack Hodge
- Charles A. Stevenson - Horace Drake
- Helen Dunbar - Duenna
- Richard Wayne - advogado de defesa
- Guy Oliver - promotor
- Edward Kimball - juiz
- Charles Farrell